# 남양혜충
남양혜충(南陽慧忠, 675-775)은 중국 당나라의 승려이다. 남종선 6대 조사인 혜능의 제자이다. 당나라 황제 당나라 숙종의 국사이자, 숙종과 대종의 귀의를 받았다.

## 생애
남양혜충은 16세가 될 때까지 말도 하지 않았고, 사람을 상대하지도 않았다. 그러다 어느 선사가 지나가는 것을 보고는 예배를 하였다. 부모가 이를 보고 선사에게 아들의 스승이 되어 줄 것을 부탁했지만, 선사는 남종선 6대 조사인 혜능을 추천해주었다.
혜능의 제자가 되어 수행하고 인가를 받은 후, 남양(南陽) 백애산(白崖山)의 당자곡에 머물려 40년 동안 교화를 하였다. 상원(上元) 2년 정월 16일에 당나라 황제 숙종이 불러, 장안(長安)의 천복사(千福寺) 서선원(西禪院)에 머물렀다. 후에, 광택사(光宅寺)로 돌아갔다. 숙종과 대종이 남양혜충으로부터 보살계를 받고, 국사(國師)의 예를 내렸다.

## 일화

### 천자(황제)가 되어라
혜능이 남양혜충을 보고는 성스럽고 밝아 전쟁을 일으키지 않고도 천자가 되어 60년을 다스릴 것이니, 불법을 위하라고 말했다. 이에 남양혜충은 60년이 아니라, 100년의 천자도 원하지 않으니 출가를 허락해 달라고 했다. 혜능은 남양혜충이 천하에 홀로 선 부처가 되리라고 하며 출가를 허락했다.